# Stephen McAlpine

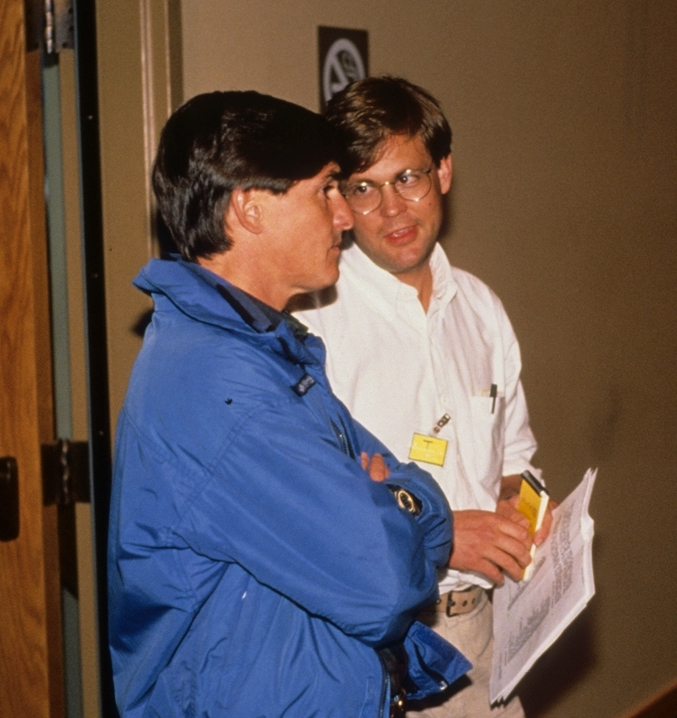
Stephan McAlpine (links) im Jahr 1989

Stephen A. McAlpine (* 23. Mai 1949 in Yakima, Washington) ist ein US-amerikanischer Politiker (Demokratische Partei). Er war von 1982 bis 1990 Vizegouverneur des Bundesstaates Alaska.

## Werdegang
Stephen McAlpine, das vierte Kind von Robert E. und Myrtle B. (Loomis) McAlpine, besuchte die Schule in Yakima und war zwei Jahre auf dem Maryknoll Seminary in Mountain View, Kalifornien. Anschließend graduierte er an der University of Washington mit einem Abschluss in Geschichte und Politikwissenschaften. Dann graduierte er 1976 in Jura an der University of Puget Sound.
Stephen kam ursprünglich 1970 nach Alaska und siedelte mit einem Mitschüler in Valdez. In den nachfolgenden Jahren arbeiteten beide an der Trans Alaska Pipeline. Nach seiner Zulassung als Anwalt 1977 eröffnete McAlpine mit James D. Ginotti die Anwaltskanzlei Ginotti & McAlpine, PC. Während dieser Zeit wurde er in den Stadtrat von Valdez gewählt und diente schließlich zwei Amtszeiten als Bürgermeister. Dann wurde er 1982 zum Vizegouverneur von Alaska gewählt und 1986 wiedergewählt. Er diente unter den Gouverneuren William Sheffield und Steve Cowper. Danach kehrte er zu seiner Tätigkeit als Anwalt in Anchorage zurück.